# 祖丽菲娅·阿不都卡德尔
祖丽菲娅·阿不都卡德尔（維吾爾語：زولفيا عبدالقادر‎，1960年5月—），女，维吾尔族，新疆伊宁人，中华人民共和国政府官员，中国共产党党员，全国人民代表大会新疆地区代表。新疆维吾尔自治区第十一届政协常委。第九、十、十一届全国人大代表。

## 生平
毕业于新疆八一农学院机械化专业。后取得中共新疆维吾尔自治区委党校研究生学历。1984年8月起，历任新疆维吾尔自治区道路运输管理局科技处、车管处、企管科、安检科干部，安监科副科长。2002年3月，任新疆维吾尔自治区道路运输管理局总经济师。（其间，2003年获聘为新疆维吾尔自治区第十届人民政府特邀行政执法监督员，聘期五年。）2004年9月起，任新疆维吾尔自治区道路运输管理局党委委员、总经济师。2007年12月，任新疆维吾尔自治区道路运输管理局党委委员、副局长（主持行政工作）。2008年8月，任新疆维吾尔自治区道路运输管理局党委副书记、局长。2015年7月，任新疆维吾尔自治区交通运输厅厅长、党委副书记。